# Condado de Murray (Oklahoma)
El condado de Murray (en inglés: Murray County), fundado en 1907, es un condado del estado estadounidense de Oklahoma. En el año 2000 tenía una población de 12.623 habitantes con una densidad de población de 12 personas por km². La sede del condado es Sulphur.

## Geografía
Según la oficina del censo el condado tiene una superficie total de 1101 km² (425,1 mi²), de los que 1083 km² (418,1 mi²) son tierra y 18 km² (6,9 mi²) (1,57%) son agua.

### Condados adyacentes
- Condado de Pontotoc - noreste
- Condado de Johnston - sureste
- Condado de Carter - suroeste
- Condado de Garvin - noroeste

### Principales carreteras y autopistas
- Interestatal 35
- U.S. Autopista 77
- U.S. Autopista 177
- Autopista estatal 1
- Autopista estatal 7

### Espacios protegidos
En este condado se encuentra el área recreativa nacional de Chickasaw que trata de preservar varios hábitats asociados a los bosques de la zona y que recibe su nombre en honor a los indios [chickasaw]].

## Demografía
Según el censo del 2000 la renta per cápita media de los habitantes del condado era de 30.294 dólares y el ingreso medio de una familia era de 37.303 dólares. En el año 2000 los hombres tenían unos ingresos anuales 28.381 dólares frente a los 19.727 dólares que percibían las mujeres. El ingreso por habitante era de 16.084 dólares y alrededor de un 14,10% de la población estaba bajo el umbral de pobreza nacional.

## Ciudades y pueblos
- Davis
- Dougherty
- Hickory
- Sulphur